# Emigrationsutredningen
Emigrationsutredningen var en statlig utredning som utfördes från 1907 till 1913 som följd av emigrationen från Sverige till Nordamerika. Utredningen kom till stånd efter påtryckningar från stora opinioner i samhället som oroades över den stora utflyttningen. Utredningen leddes av den vid tiden mycket kände statistikern Gustav Sundbärg.
Emigrationen ökade kring år 1900 och nådde en ny topp 1903 då 35 000 personer lämnade landet. Siffrorna förblev höga till första världskriget och skrämde konservativa, som såg det som ett ifrågasättande av nationell solidaritet, och liberaler, som oroade sig för att arbetskraft nödvändig för ekonomisk utveckling gick förlorad.
En femtedel av alla svenskar var nu bosatta i USA, och en riksomfattande konsensus gav mandat för att frågan skulle utredas. 

## Emigrationskommissionen
En särskild Emigrationskommission upprättades och tog sig an uppgiften och publicerade sina resultat i 21 omfattande volymer med vad Barton har kallat en "typiskt svensk noggrannhet". Kommissionen underkände det konservativa förslaget att införa hårdare lagstiftning mot utvandring och gav i slutändan stöd för den liberala linjen som talade om "att tillgodogöra sig och omsmälta det verkligt goda, som finnes i Amerika [...] och så förmå vår ungdom att i sitt eget land se 'framtidslandet'" genom sociala och ekonomiska reformer. 
Högt på listan över angelägna reformer var allmän rösträtt (för män), bättre bostäder och ekonomisk utveckling. Särskilt stor vikt lades vid en bred folkbildning som skulle skynda på "klass- och kastskillnadsprincipens utdrifvande ur vårt samhällslif".

## Slutsatser i utredningen
Att klassklyftorna i det svenska samhället var stora, blev ett återkommande tema i kommissionens utlåtanden. Det nämndes som den huvudsakliga anledningen till utvandring, i 289 av de personliga berättelserna i utredningen. Dessa berättelser skrevs av anonyma svenskar i USA och Kanada som svar på efterfrågningar i svenskamerikanska tidningar och har stort kulturhistoriskt värde. Den övervägande majoriteten av svaren uttryckte entusiasm för det nya hemlandet och kritiserade svenska förhållanden. Bittra erfarenheter av snobberi i Sverige var ännu levande efter 40, 50 år i Amerika. 
Skribenterna mindes hårda arbetsvillkor, låga löner och fattigdom. En kvinna som bodde i North Dakota skrev att i sin hemsocken i Värmland hade hon varit tvungen att tjäna sitt levebröd som piga. Hon hade varit tvungen att gå upp fyra på morgonen och blivit utfodrad med "rutten sill och potatis [...] utdelade i små portioner, så att jag inte kunde få tillfälle att äta mig sjuk". I sin framtid såg hon "intet hopp att kunna spara något för sjukdom eller ålderdom, utan fattighuset hägrade i fjärran för mig." När hon var sjutton skickade hennes bröder, som redan emigrerat, en betald biljett till Amerika och då "slog befrielsens timme".
Bara ett år efter att kommissionen publicerat sin sista volym bröt första världskriget ut och stoppade effektivt nästan all utvandring och på 1920-talet upphörde den svenska massutvandringen. 
Historikerna har varit oeniga om utredningens roll i att lösa utvandringsproblemet. Franklin D. Scott har i en inflytelserik essä argumenterat för att skärpt amerikansk immigrationslagstiftning som trädde i kraft 1924 var orsaken. Barton å andra sidan pekar på att så gott som samtliga rekommendationer i utredningen, från industrialisering till sociala reformer, snabbt genomfördes. Han står fast vid att resultaten "måste ha haft en påtagligt kumulativ effekt på det svenska ledarskapet och den allmänna opinionen".